# 177830 Rubenhagen
177830 Rubenhagen è un asteroide della fascia principale. Scoperto nel 2005, presenta un'orbita caratterizzata da un semiasse maggiore pari a 3,0346451 au e da un'eccentricità di 0,1723169, inclinata di 25,11605° rispetto all'eclittica.
L'asteroide è dedicato all'astronomo amatoriale canadese David Alfred Rubenhagen.